# Adolf Enge
Adolf Enge (* 1. Oktober 1885 in Kratzau, Nordböhmen; † 1. November 1952 in Weiz) war ein österreichischer Rechtsanwalt und Politiker (CS). Enge war von 1924 bis 1927 Landesrat in der Steiermärkischen Landesregierung.

## Leben
Enge wurde als Sohn eines Gerbereibesitzers und Gastwirts geboren. Er absolvierte das Gymnasium in Mariaschein und Teplitz, bevor er an der Universität Prag und an der Universität Graz Rechtswissenschaften studierte. Zu dieser Zeit wurde er Mitglied der katholischen Studentenverbindungen KDStV Ferdinandea Prag, KDStV Vandalia Prag, KÖHV Carolina Graz und KÖStV Traungau Graz im Cartellverband (CV).
Enge promovierte 1911 zum Dr. jur. und kämpfte zwischen 1915 und 1918 als Freiwilliger im Ersten Weltkrieg. Danach war Enge als Militärgerichts-Akzessist tätig.
Enge war verheiratet und Vater von fünf Töchtern und drei Söhnen.

## Politik
Enge gehörte zwischen dem 1. Dezember 1924 und dem 21. Mai 1927 als Landesrat der Landesregierung an. Zudem war Enge Abgeordneter zum Landtag und Landtagspräsident.
Enge war zudem stark im Bezirk Weiz engagiert. Er fungierte als Bezirks- und Ortsschulrat, war Mitglied des Gemeindetages von Weiz, Obmann-Stellvertreter der Bezirksvertretung und Bezirksleiter-Stellvertreter der Vaterländischen Front. Des Weiteren war Enge Vizepräsident der Bauernverbandskasse Graz und der Lokalbahn Gleisdorf-Weiz.

## Auszeichnungen
- Goldenes Verdienstkreuz am Bande der Tapferkeitsmedaille
- Offizierskreuz des österreichischen Verdienstordens